# Louis Antoine Caraccioli
Louis-Antoine Caraccioli, también conocido como marqués de Caraccioli e hispanizado como Caracciolo (Le Mans, 6 de noviembre de 1716 - París, 23 de mayo de 1803), fue un escritor francés, polígrafo, autor de obras literarias, históricas, políticas, teológicas, entre otras.
Procedente de una rama menor de la casa napolitana de ese nombre, ingresó a los Oratorianos en 1739, orden que dejó poco después. Pasó un tiempo en Polonia, donde educó al príncipe Séverin Rzewuski, para luego regresar a París, donde se dedicó por completo a las letras y vivió del trabajo de la pluma. Arruinado por la Revolución Francesa, recibió de la Convención Nacional, en 1795, una pensión de 2.000 libras.

## Biografía
Su padre quedó en la ruina por el sistema de Law. Después de estudiar en Le Mans, la ciudad natal de su madre, ingresó en la congregación del Oratorio en 1739, donde se distinguió por su facilidad y su gusto por las bellas letras, por la alegría de su personaje, la vivacidad de su mente y el singular talento para imitar, con voz y gesto, a todo tipo de personas. Después de completar con éxito su carrera clásica en el Collège de Vendôme, viajó a Italia, tierra natal de sus antepasados.
Benedicto XIV, y luego Clemente XIII lo recibieron con honores. En Italia mantuvo relaciones epistolares con varios miembros del Colegio Cardenalicio. Después de pasar por Alemania y de allí a Polonia, se convirtió en gobernador de los hijos del príncipe Séverin Rzewuski. Se le proporcionó el empleo de coronel, para ser admitido en su mesa de este general. Esa posición le representó una pensión vitalicia de 3.000 libras, que se pagó regularmente hasta el reparto de Polonia. Como muestra de gratitud a su benefactor, Caraccioli escribió la biografía de Wenceslas Rzewuski, uno de los principales de la familia del príncipe. Al término de su misión, retornó a Francia y se estableció en Tours para luego radicarse definitivamente en París.
La modesta fortuna que amasó en Polonia apenas le era suficiente para sostenerse, por lo cual se dedicó a escribir profusamente con el propósito de mantenerse de la venta de sus obras. Sus obras giran en torno a la exaltación de la moral y la religión católica, en un intento de refutar la filosofía de moda fundamentada en el empirismo. Esta defensa del racionalismo le valió una importante fama entre los eclesiásticos, así como de los defensores de la tradición monárquica y del absolutismo ilustrado. Muchas de sus obras fueron traducidas al castellano, el italiano, el alemán, y en menor medida al inglés.
Después del reparto de Polonia, Caraccioli perdió su pensión y su situación económica decayó desde entonces. Finalmente, los eventos de la revolución francesa lo llevaron casi a la indigencia, teniendo que sostenerse con la pensión de 2.000 libras que le fue concedida por la Convención Nacional, hasta su muerte en 1803.

## Obras destacadas
La mayoría de traducciones de Caraccioli al castellano fueron realizadas por Francisco Mariano Nifo, y fueron publicadas en una serie de 20 tomos. Algunos títulos fueron (fecha de la edición en castellano).
- La conversación consigo mismo, 1773
- El goce de sí mismo, 1773
- La grandeza del alma, 1773
- El universo enigmático, 1773
- El verdadero mentor, ó el educador de la nobleza (Vraie manière d'élever les princes), 1773
- La pintura de la muerte, 1773
- El lenguaje de la religión (Langage de la religion), 1774
- El lenguaje de la razón (Langage de la raison), 1774
- El Christiano del tiempo confundido por los primeros christianos (Le Chrétien du temps), 1774
- La religión del hombre de bien (Religion de l'honnête homme), 1774
- De la alegría (De la gaieté), 1774